# Рипперт, Отто
Отто Рипперт (нем. Otto Rippert; 1869 – 1940) – кинорежиссёр, один из ведущих мастеров немецкого кино в эпоху немых фильмов.

## Биография
Родился 22 октября 1869 года в городе Оффенбах-ам-Майн.
Начинал творческую карьеру как актёр театров Баден-Бадена, Форста, Бамберга и Берлина. В 1906 году в Баден-Бадене он снял свой первый фильм для французской студии Gaumont. В 1912 году он исполнил роль Исидора Штрауса в одном из первых фильмов о гибели британского трансатлантического  лайнера  «Титаник» – «Ночь и лёд». Фильм был создан на студии Continental-Kunstfilm, где следующие два года Рипперт трудился в качестве режиссёра и снял около 10-ти короткометражек.
Одна из наиболее известных работ Отто Рипперта фантастический хоррор «Гомункулус». Состоящий из шести частей, он оказал существенное влияние на немецкий кинематограф 1920-х. К сожалению, в настоящее время сохранилась лишь небольшая часть фильма.
В 1919 году Фриц Ланг написал сценарий к его исторической  картине «Чума во Флоренции».
После 1924 года Рипперт прекратил режиссуру   и работал редактором фильмов. Он пережил инсульт в 1937 году и  умер в Берлине тремя годами позднее.